# Drapeau de Wirmer
Le drapeau de Wirmer (en allemand : Wirmer-Flagge) est le nom donné a une proposition de drapeau de l'Allemagne par Josef Wirmer, un résistant allemand au nazisme et membre du complot du 20 juillet 1944. Selon son idée, après la tentative d'assassinat réussie contre Adolf Hitler et le transfert de pouvoir aux conspirateurs, un nouveau drapeau devait être créé.

## Description
Ce drapeau se baserait sur une version du vexillologue Ottfried Neubecker datant de 1926 et comporte une croix scandinave « synonyme de valeurs chrétiennes » avec les couleurs issues du drapeau de la République de Weimar : rouge, or et noir.

## Historique

### Drapeau fédéral
Le drapeau de Wirmer est utilisé en tant que drapeau fédéral par le Conseil parlementaire en 1948-1949. Lors du choix du drapeau officiel de la nouvelle République fédérale d'Allemagne, une version modifiée du drapeau de Wirmer fut proposée par Ernst Wirmer (frère de Jozef Wirmer) comme drapeau national, mais il ne fut finalement pas retenu.

### Réutilisation
Il sert de symbole de l'Union chrétienne-démocrate d'Allemagne (CDU) de 1953 à 1970 et du Parti libéral-démocrate (FDP), dans les deux cas dans une forme modifiée.
Depuis 2010, des groupes extrémistes et populistes de droite ont utilisé le drapeau, comme PEGIDA, notamment comme symbole de la « résistance allemande ».

Version de Ottfried Neubecker, 1926.
Drapeau de la CDU en 1948.
Drapeau du FDP en 1952
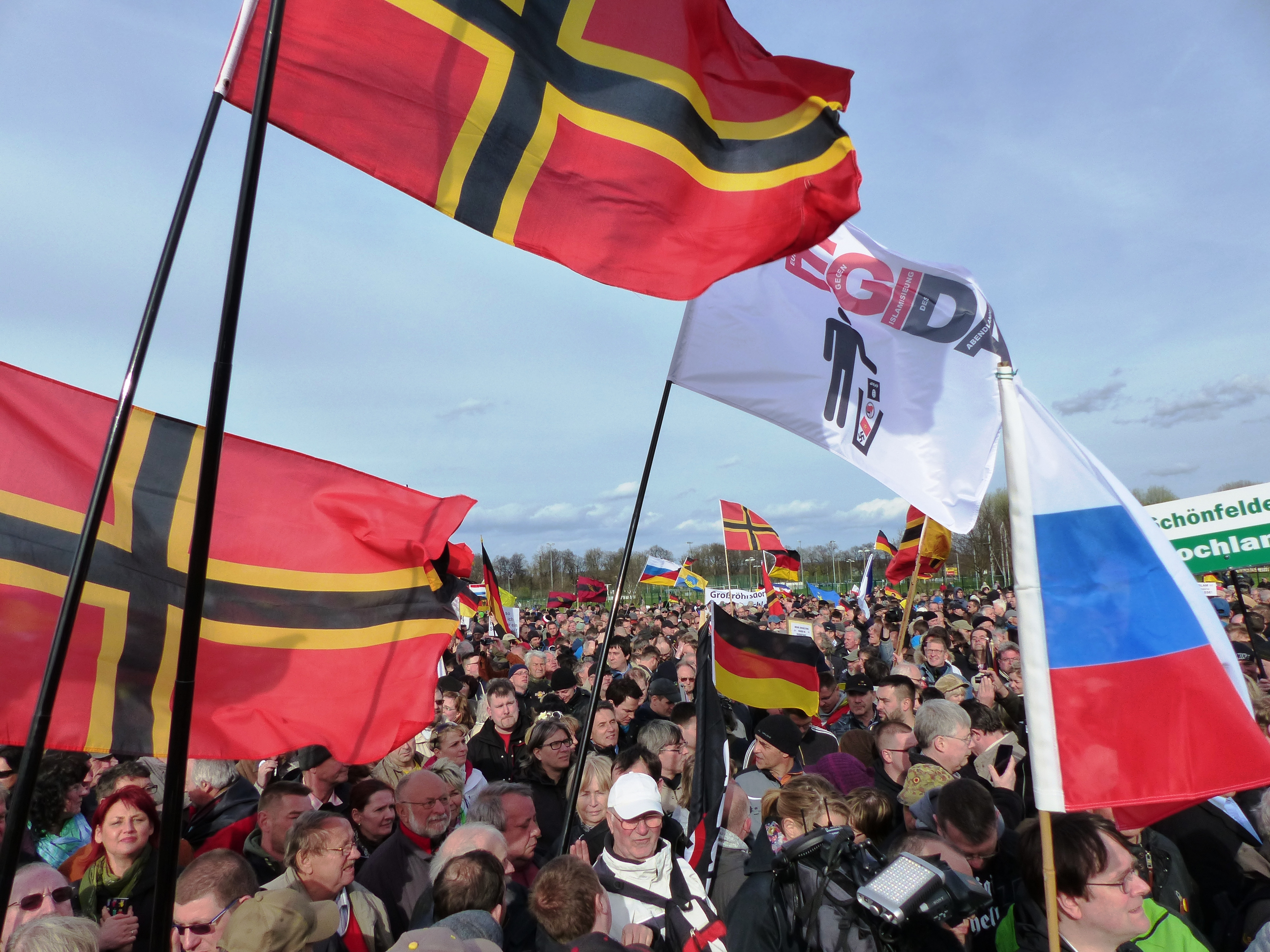
Drapeaux visibles lors d'un manifestation de PEGIDA à Dresde, 2015.